# Elezioni comunali in Lombardia del 2009
Il 7 giugno 2009 (con ballottaggio il 21 giugno) in Lombardia si tennero le elezioni per il rinnovo di 1.095 consigli comunali. Di questi, 36 avevano una popolazione superiore ai 15.000 abitanti e 3 di essi (Bergamo, Cremona e Pavia) erano anche capoluogo di provincia.
 

## Riepilogo dei risultati

### Riepilogo sindaci uscenti ed eletti
| Comune                | Sindaco uscente | Sindaco uscente                 | Sindaco eletto | Sindaco eletto                   |
| --------------------- | --------------- | ------------------------------- | -------------- | -------------------------------- |
| Albino                |                 | Piergiacomo Rizzi (LN)          |                | Luca Carrara (IND)               |
| Bergamo               |                 | Roberto Bruni (IND)             |                | Franco Tentorio (PdL)            |
| Dalmine               |                 | Francesca Bruschi (PD)          |                | Claudia Maria Terzi (LN)         |
| Romano di Lombardia   |                 | Emilio Tognoli (IND)            |                | Michele Lamera (IND)             |
| Seriate               |                 | Silvana Santisi Saita (LN)      |                | Silvana Santisi Saita (LN)       |
| Chiari                |                 | Sandro Mazzatorta (LN)          |                | Sandro Mazzatorta (LN)           |
| Ghedi                 |                 | Anna Giulia Guarneri (IND)      |                | Lorenzo Borzi (LN)               |
| Lumezzane             |                 | Silvano Giovanni Corli (PD)     |                | Silverio Vivenzio (LN)           |
| Montichiari           |                 | Gianantonio Rosa (LN)           |                | Elena Zanola (IND)               |
| Palazzolo sull'Oglio  |                 | Silvano Moreschi (PdL)          |                | Alessandro Sala (PdL)            |
| Mariano Comense       |                 | Alessandro Turati (LN)          |                | Alessandro Turati (LN)           |
| Cremona               |                 | Gian Carlo Corada (PD)          |                | Oreste Perri (PdL)               |
| Suzzara               |                 | Anna Bonini (PD)                |                | Wainer Melli (PD)                |
| Arese                 |                 | Gino Perferi (UDC)              |                | Gianluigi Fornaro (PdL)          |
| Cesano Boscone        |                 | Vincenzo D'Avanzo (PD)          |                | Vincenzo D'Avanzo (PD)           |
| Cinisello Balsamo     |                 | Angelo Serafino Zaninello (PRC) |                | Daniela Gasparini (PD)           |
| Cologno Monzese       |                 | Mario Soldano (PD)              |                | Antonio Velluto (PdL)            |
| Cormano               |                 | Roberto Cornelli (PD)           |                | Roberto Cornelli (PD)            |
| Cornaredo             |                 | Pompilio Crivellone (PD)        |                | Luciano Bassani (LN)             |
| Cusano Milanino       |                 | Lino Volpato (PD)               |                | Sergio Ghisellini (LN)           |
| Lainate               |                 | Mario Bussini (PD)              |                | Alberto Landonio (IND)           |
| Melzo                 |                 | Paolo Sabbioni (IND)            |                | Vittorio Perego (IND)            |
| Novate Milanese       |                 | Riccardo Luigi Silva (PdL)      |                | Lorenzo Guzzeloni (PD)           |
| Paderno Dugnano       |                 | Gianfranco Massetti (PD)        |                | Marco Alparone (PdL)             |
| Peschiera Borromeo    |                 | Francesco Tabacchi (IND)        |                | Antonio Salvatore Falletta (IND) |
| Rozzano               |                 | Rocco Massimo D'Avolio (PD)     |                | Rocco Massimo D'Avolio (PD)      |
| San Giuliano Milanese |                 | Marco Toni (IND)                |                | Luigia Greco (PD)                |
| Senago                |                 | Enrico Chiesa (IND)             |                | Franca Rossetti (PdL)            |
| Settimo Milanese      |                 | Massimo Sacchi (PD)             |                | Massimo Sacchi (PD)              |
| Brugherio             |                 | Carlo Antonio Cifronti (IND)    |                | Maurizio Ronchi (LN)             |
| Carate Brianza        |                 | Marco Pipino (PdL)              |                | Marco Pipino (PdL)               |
| Cesano Maderno        |                 | Paolo Vaghi (IND)               |                | Marina Romanò (LN)               |
| Giussano              |                 | Franco Riva (IND)               |                | Gian Paolo Riva (IND)            |
| Muggiò                |                 | Carlo Giuseppe Fossati (PD)     |                | Pietro Stefano Zanantoni (PdL)   |
| Pavia                 |                 | Piera Capitelli (PD)            |                | Alessandro Cattaneo (PdL)        |
| Saronno               |                 | Pierluigi Gilli (PdL)           |                | Luciano Porro (PD)               |

### Voto alle coalizioni
| Liste/Coalizioni | Liste/Coalizioni                                  | Voti    | %      |
| ---------------- | ------------------------------------------------- | ------- | ------ |
|                  | Il Popolo della Libertà - Lega Nord e alleati     | 302.383 | 46,02% |
|                  | Partito Democratico - Italia dei Valori e alleati | 254.447 | 38,72% |
|                  | Rifondazione Comunista e altri di Sinistra        | 24.239  | 3,68%  |
|                  | Unione di Centro e altri di Centro                | 22.314  | 3,39%  |
|                  | La Destra e altri di Destra                       | 4.773   | 0,72%  |
|                  | Liste Civiche Cinque Stelle                       | 3.881   | 0,59%  |
|                  | Altri                                             | 44.970  | 6,84%  |
| Totale           | Totale                                            | 657.007 |        |

### Riepilogo Liste
| Lista  | Lista                   | Voti    | %     |
| ------ | ----------------------- | ------- | ----- |
|        | Il Popolo della Libertà | 166.108 | 27,18 |
|        | Partito Democratico     | 140.962 | 23,06 |
|        | Lega Nord               | 90.662  | 14,83 |
|        | Unione di Centro        | 18.486  | 3,02  |
|        | Lista Anticapitalista   | 15.949  | 2,61  |
|        | Sinistra e Libertà      | 5.246   | 0,86  |
| Totale | Totale                  | 611.202 |       |

| Provincia       | Comune                | Liste | Liste | Liste | Liste    | Liste | Liste | Liste |
| Provincia       | Comune                | PD    | IdV   | SL    | PRC-PdCI | UDC   | PdL   | LN    |
| --------------- | --------------------- | ----- | ----- | ----- | -------- | ----- | ----- | ----- |
| Provincia       | Comune                |       |       |       |          |       |       |       |
| Bergamo         | Albino                | N.D.  | N.D.  | N.D.  | N.D.     | N.D.  | 16,40 | 26,45 |
| Bergamo         | Bergamo               | 21,43 | 3,32  | N.D.  | 2,42     | 3,30  | 26,22 | 14,88 |
| Bergamo         | Dalmine               | 16,82 | 6,46  | N.D.  | 4,49     | N.D.  | 20,71 | 29,44 |
| Bergamo         | Romano di Lombardia   | 21,53 | 4,33  | N.D.  | N.D.     | 2,34  | 20,22 | 29,25 |
| Bergamo         | Seriate               | 17,39 | 5,53  | N.D.  | 4,59     | N.D.  | 18,51 | 22,90 |
| Brescia         | Chiari                | 15,81 | N.D.  | N.D.  | N.D.     | 8,16  | 23,26 | 29,33 |
| Brescia         | Ghedi                 | 6,95  | N.D.  | N.D.  | 3,95     | 3,75  | 13,55 | 17,95 |
| Brescia         | Lumezzane             | 16,49 | N.D.  | N.D.  | N.D.     | 4,78  | 25,73 | 30,25 |
| Brescia         | Montichiari           | 8,07  | 1,86  | N.D.  | 2,25     | 2,11  | 24,83 | 24,83 |
| Brescia         | Palazzolo sull'Oglio  | 21,23 | N.D.  | N.D.  | N.D.     | 7,19  | 27,62 | 23,36 |
| Como            | Mariano Comense       | 16,94 | 3,50  | N.D.  | N.D.     | N.D.  | 34,36 | 27,17 |
| Cremona         | Cremona               | 31,90 | 2,97  | 2,45  | 2,25     | 3,11  | 25,75 | 11,42 |
| Mantova         | Suzzara               | 45,84 | 3,33  | N.D.  | N.D.     | N.D.  | 14,67 | 10,42 |
| Milano          | Arese                 | 23,68 | 4,28  | 2,52  | 2,22     | 12,99 | 34,06 | 11,84 |
| Milano          | Cesano Boscone        | 28,12 | 4,42  | 1,65  | N.D.     | 2,23  | 22,76 | 6,72  |
| Milano          | Cinisello Balsamo     | 33,45 | 5,20  | 2,71  | N.D.     | 3,06  | 31,21 | 8,99  |
| Milano          | Cologno Monzese       | 19,40 | 3,84  | 2,52  | 3,71     | 2,13  | 28,17 | 7,57  |
| Milano          | Cormano               | 44,21 | 3,01  | 3,06  | 4,85     | N.D.  | 24,12 | 8,94  |
| Milano          | Cornaredo             | 26,92 | 3,92  | N.D.  | 4,89     | 3,16  | 26,60 | 18,52 |
| Milano          | Cusano Milanino       | 33,14 | 4,96  | 2,16  | 4,01     | N.D.  | 36,23 | 15,58 |
| Milano          | Lainate               | 14,24 | 4,69  | N.D.  | 6,10     | 3,09  | 26,13 | 15,02 |
| Milano          | Melzo                 | 20,50 | 1,73  | N.D.  | N.D.     | N.D.  | 19,88 | 9,96  |
| Milano          | Novate Milanese       | 27,71 | 4,82  | N.D.  | 4,48     | 6,55  | 23,17 | 9,39  |
| Milano          | Paderno Dugnano       | 29,97 | 3,84  | 1,11  | 4,27     | 2,29  | 32,81 | 12,64 |
| Milano          | Peschiera Borromeo    | 17,46 | 3,95  | N.D.  | 5,54     | 3,54  | 23,34 | 9,68  |
| Milano          | Rozzano               | 24,88 | 3,36  | 3,46  | 3,72     | N.D.  | 20,53 | 6,03  |
| Milano          | San Giuliano Milanese | 22,90 | 3,56  | N.D.  | 3,06     | 2,07  | 25,84 | 11,84 |
| Milano          | Senago                | 18,25 | 4,49  | N.D.  | 4,10     | 3,09  | 20,14 | 18,36 |
| Milano          | Settimo Milanese      | 45,45 | 4,28  | 3,04  | 4,07     | N.D.  | 25,20 | 13,21 |
| Monza e Brianza | Brugherio             | 21,81 | 4,48  | N.D.  | 2,32     | 3,94  | 31,07 | 16,06 |
| Monza e Brianza | Carate Brianza        | 23,98 | 4,06  | N.D.  | 2,21     | 3,02  | 36,83 | 17,28 |
| Monza e Brianza | Cesano Maderno        | 16,77 | 5,04  | N.D.  | N.D.     | 5,40  | 28,89 | 16,17 |
| Monza e Brianza | Giussano              | 11,55 | 2,17  | N.D.  | N.D.     | N.D.  | 36,47 | 19,24 |
| Monza e Brianza | Muggiò                | 21,53 | 3,94  | 2,05  | 6,40     | 4,93  | 40,08 | 11,22 |
| Pavia           | Pavia                 | 19,45 | 2,67  | 1,39  | 1,78     | 4,93  | 32,27 | 10,35 |
| Varese          | Saronno               | 20,68 | 3,31  | N.D.  | N.D.     | 4,74  | 30,90 | 16,18 |
|                 |                       |       |       |       |          |       |       |       |

## Risultati per comune
Bergamo 
 Albino 
| Candidati e Liste            | Voti   | %      | Seggi |
| ---------------------------- | ------ | ------ | ----- |
| Davide Carrara               | 4.564  | 41,12  | 1     |
| Lega Nord                    | 2.547  | 26,45  | 3     |
| Il Popolo della Libertà      | 1.579  | 16,40  | 2     |
| Luca Carrara                 | 4.443  | 40,03  | -     |
| Per Albino Progetto Civico   | 2.701  | 28,05  | 9     |
| Per la Valle del Lujo        | 998    | 10,36  | 3     |
| Piergiacomo Rizzi            | 1.666  | 15,01  | 1     |
| Rizzi sindaco degli Albinesi | 1.402  | 14,56  | 1     |
| Antonio Valentino Nicoli     | 427    | 3,85   | -     |
| Albino e frazioni insieme    | 402    | 4,17   | -     |
| Totale alle liste            | 9.629  | 100,00 | 18    |
| TOTALE                       | 11.100 | 100,00 | 20    |

 Bergamo 
| Candidati e Liste                          | Voti   | %      | Seggi |
| ------------------------------------------ | ------ | ------ | ----- |
| Franco Tentorio                            | 35.142 | 51,40  | -     |
| Il Popolo della Libertà                    | 16.318 | 26,22  | 13    |
| Lega Nord                                  | 9.261  | 14,88  | 7     |
| Tentorio Sindaco                           | 5.795  | 9,31   | 4     |
| Partito Pensionati                         | 538    | 0,86   | -     |
| Roberto Bruni                              | 28.921 | 42,30  | 1     |
| Partito Democratico                        | 13.341 | 21,43  | 8     |
| Per Roberto Bruni Sindaco di Bergamo       | 7.532  | 12,10  | 4     |
| Italia dei Valori                          | 2.065  | 3,32   | 1     |
| Federazione dei Verdi                      | 1.733  | 2,78   | 1     |
| Lista Anticapitalista-Sinistra Democratica | 1.509  | 2,42   | -     |
| Giuseppe Mazzoleni                         | 2.048  | 3,00   | -     |
| Unione di Centro                           | 2.053  | 3,30   | -     |
| Giuseppe Anghileri                         | 1.415  | 2,07   | -     |
| Ama Bergamo                                | 1.334  | 2,14   | -     |
| Fernando De Francesco                      | 513    | 0,75   | -     |
| Pensionati per Bergamo                     | 476    | 0,76   | -     |
| Alberto Beretta                            | 333    | 0,49   | -     |
| La Destra                                  | 288    | 0,46   | -     |
| Totale alle liste                          | 62.243 | 100,00 | 38    |
| TOTALE                                     | 68.372 | 100,00 | 40    |

 Dalmine 
| Candidati e Liste         | Voti   | %      | Seggi |
| ------------------------- | ------ | ------ | ----- |
| Claudia Maria Terzi       | 6.670  | 50,62  | -     |
| Lega Nord                 | 3.529  | 29,44  | 7     |
| Il Popolo della Libertà   | 2.483  | 20,71  | 5     |
| Diego Frazzini            | 5.033  | 38,20  | 1     |
| Partito Democratico       | 2.016  | 16,82  | 3     |
| Bruschi per Dalmine       | 1.143  | 9,54   | 1     |
| Italia dei Valori         | 774    | 6,46   | 1     |
| Giovani per Dalmine       | 711    | 5,93   | 1     |
| Adriano Fanzaga           | 914    | 6,94   | 1     |
| Dalminechiara             | 793    | 6,62   | -     |
| Renato Giuseppe Daminelli | 560    | 4,25   | -     |
| Lista Anticapitalista     | 538    | 4,49   | -     |
| Totale alle liste         | 11.987 | 100,00 | 18    |
| TOTALE                    | 13.177 | 100,00 | 20    |

 Romano di Lombardia 
| Candidati e Liste                 | Voti   | %      | Seggi |
| --------------------------------- | ------ | ------ | ----- |
| Michele Lamera                    | 5.100  | 48,35  | -     |
| Lega Nord                         | 2.786  | 29,25  | 7     |
| Il Popolo della Libertà           | 1.926  | 20,22  | 5     |
| Emilio Tognoli                    | 3.798  | 36,01  | 1     |
| Partito Democratico               | 2.051  | 21,53  | 4     |
| Romano per Emilio Tognoli Sindaco | 917    | 9,63   | 1     |
| Italia dei Valori                 | 412    | 4,33   | -     |
| Diego Finazzi                     | 1.650  | 15,64  | 1     |
| Romano Città d'Italia             | 689    | 7,23   | 1     |
| Unione Civica Popolare            | 522    | 5,48   | -     |
| Unione di Centro                  | 223    | 2,34   | -     |
| Totale alle liste                 | 9.526  | 100,00 | 18    |
| TOTALE                            | 10.548 | 100,00 | 20    |

 Seriate 
| Candidati e Liste       | Voti   | %      | Seggi |
| ----------------------- | ------ | ------ | ----- |
| Silvana Santisi Saita   | 8.315  | 61,20  | -     |
| Lega Nord               | 2.866  | 22,90  | 5     |
| Silvana Saita Sindaco   | 2.532  | 20,23  | 4     |
| Il Popolo della Libertà | 2.317  | 18,51  | 4     |
| Carlo Vallenzasca       | 3.155  | 23,22  | 1     |
| Partito Democratico     | 2.176  | 17,39  | 3     |
| Italia dei Valori       | 692    | 5,53   | -     |
| Damiano Amaglio         | 1.496  | 11,01  | 1     |
| Albatro Seriate         | 1.358  | 10,85  | 1     |
| Morgan Cortinovis       | 621    | 4,57   | -     |
| Rifondazione Comunista  | 575    | 4,59   | -     |
| Totale alle liste       | 12.516 | 100,00 | 17    |
| TOTALE                  | 13.587 | 100,00 | 20    |

 Brescia 
 Chiari 
| Candidati e Liste                    | Voti   | %      | Seggi |
| ------------------------------------ | ------ | ------ | ----- |
| Sandro Mazzatorta                    | 6.892  | 62,51  | -     |
| Lega Nord                            | 2.985  | 29,33  | 6     |
| Il Popolo della Libertà              | 2.367  | 23,26  | 5     |
| Progetto Chiari-Democrazia Cristiana | 1.075  | 10,56  | 2     |
| Alessandro Lupatini                  | 4.134  | 37,49  | 1     |
| Partito Democratico                  | 1.609  | 15,81  | 3     |
| Unione di Centro                     | 830    | 8,16   | 2     |
| Chiari Insieme                       | 811    | 7,97   | 1     |
| Patto per Chiari 2009                | 277    | 2,72   | -     |
| Amare Chiari                         | 222    | 2,18   | -     |
| Totale alle liste                    | 10.176 | 100,00 | 19    |
| TOTALE                               | 11.026 | 100,00 | 20    |

 Ghedi 
| Candidati e Liste       | Voti   | %      | Seggi |
| ----------------------- | ------ | ------ | ----- |
| Lorenzo Borzi           | 3.427  | 34,00  | -     |
| Lega Nord               | 1.694  | 17,95  | 6     |
| Il Popolo della Libertà | 1.279  | 13,55  | 5     |
| Ghedi Tricolore         | 287    | 3,04   | 1     |
| Anna Giulia Guarneri    | 2.903  | 28,80  | 1     |
| Insieme per Ghedi       | 1.298  | 13,76  | 1     |
| Indipendenti            | 777    | 8,23   | 1     |
| Partito Democratico     | 656    | 6,95   | 1     |
| Armando Casella         | 2.429  | 24,10  | 1     |
| Per Casella Sindaco     | 959    | 10,16  | 1     |
| Progetto Ghedi          | 518    | 5,49   | 1     |
| Ghedi Democratica       | 406    | 4,30   | -     |
| Unione di Centro        | 354    | 3,75   | -     |
| Umberto Simoncelli      | 909    | 9,02   | 1     |
| Simoncelli Sindaco      | 835    | 8,85   | -     |
| Angelo Bindoni          | 411    | 4,08   | -     |
| Rifondazione Comunista  | 373    | 3,95   | -     |
| Totale alle liste       | 9.436  | 100,00 | 17    |
| TOTALE                  | 10.079 | 100,00 | 20    |

 Lumezzane 
| Candidati e Liste       | Voti   | %      | Seggi |
| ----------------------- | ------ | ------ | ----- |
| Silverio Vivenzi        | 7.657  | 55,41  | -     |
| Lega Nord               | 3.848  | 30,25  | 7     |
| Il Popolo della Libertà | 3.273  | 25,73  | 5     |
| Silvano Giovanni Corli  | 5.232  | 37,86  | 1     |
| Partito Democratico     | 2.097  | 16,49  | 3     |
| Civica per Corli        | 1.379  | 10,84  | 2     |
| Lumezzane Insieme       | 764    | 6,01   | 1     |
| Impresa e Innovazione   | 502    | 3,95   | -     |
| Romano Seneci           | 646    | 4,67   | 1     |
| Unione di Centro        | 608    | 4,78   | -     |
| Armando Zanini          | 284    | 2,06   | -     |
| Insieme per Lumezzane   | 249    | 1,96   | -     |
| Totale alle liste       | 12.720 | 100,00 | 18    |
| TOTALE                  | 13.819 | 100,00 | 20    |

 Montichiari 
| Candidati e Liste                       | Voti   | %      | Seggi |
| --------------------------------------- | ------ | ------ | ----- |
| Elena Zanola                            | 5.207  | 40,30  | -     |
| Lega con Gianantonio Rosa               | 2.961  | 25,45  | 9     |
| Insieme per Montichiari                 | 710    | 6,10   | 2     |
| Civica Rosa                             | 642    | 5,52   | 1     |
| Civica Monteclarense                    | 199    | 1,71   | -     |
| Agricoltori Monteclarensi               | 96     | 0,83   | -     |
| Claudia Carzeri                         | 3.149  | 24,37  | 1     |
| Claudia Carzeri Sindaco (PdL-Lega Nord) | 2.889  | 24,83  | 3     |
| Paolo Verzeletti                        | 2.829  | 21,90  | 1     |
| Area civica Monteclarense               | 2.474  | 21,27  | 2     |
| Angelo Ferrari                          | 1.206  | 8,33   | 1     |
| Partito Democratico                     | 939    | 8,07   | -     |
| Italia dei Valori                       | 216    | 1,86   | -     |
| Giovanni Caliari                        | 276    | 2,14   | -     |
| Rifondazione Comunista                  | 262    | 2,25   | -     |
| Lino Mario Tosi                         | 253    | 2,11   | -     |
| Unione di Centro                        | 245    | 2,11   | -     |
| Totale alle liste                       | 11.633 | 100,00 | 18    |
| TOTALE                                  | 12.920 | 100,00 | 20    |

 Palazzolo sull'Oglio 
| Candidati e Liste       | Voti   | %      | Seggi |
| ----------------------- | ------ | ------ | ----- |
| Alessandro Sala         | 5.634  | 50,41  | -     |
| Il Popolo della Libertà | 2.678  | 27,62  | 7     |
| Lega Nord               | 2.265  | 23,36  | 5     |
| Guglielmino Baitelli    | 2.153  | 19,26  | 1     |
| Partito Democratico     | 2.058  | 21,23  | 3     |
| Selina Grasso           | 2.075  | 18,56  | 1     |
| Unione di Centro        | 697    | 7,19   | 1     |
| Palazzolo Cambia        | 494    | 5,09   | 1     |
| Forza Palazzolo         | 408    | 4,21   | -     |
| Tarcisio Rubagotti      | 852    | 7,62   | 1     |
| Impegno Palazzolo       | 674    | 6,95   | -     |
| Claudio Cominardi       | 463    | 4,14   | -     |
| Palazzolo a 5 Stelle    | 422    | 4,35   | -     |
| Totale alle liste       | 9.696  | 100,00 | 17    |
| TOTALE                  | 11.177 | 100,00 | 20    |

 Como 
 Mariano Comense 
| Candidati e Liste        | Voti   | %      | Seggi |
| ------------------------ | ------ | ------ | ----- |
| Alessandro Turati        | 8.285  | 61,97  | -     |
| Il Popolo della Libertà  | 4.303  | 34,36  | 8     |
| Lega Nord                | 3.403  | 27,17  | 6     |
| Renato Mauri             | 3.390  | 25,36  | 1     |
| Partito Democratico      | 2.122  | 16,94  | 3     |
| Progetto Mariano Brianza | 643    | 5,13   | 1     |
| Sinistra Marianese       | 427    | 3,41   | -     |
| Paolo Pedrana            | 655    | 4,90   | -     |
| Democrazia Cristiana     | 638    | 5,09   | -     |
| Mattia Soliani           | 472    | 3,53   | -     |
| Italia dei Valori        | 439    | 3,50   | -     |
| Antonio Mosca            | 375    | 2,80   | -     |
| La Destra                | 359    | 2,87   | -     |
| Francesco Salerno        | 193    | 1,44   | -     |
| Uniti per Perticato      | 193    | 1,44   | -     |
| Totale alle liste        | 12.525 | 100,00 | 18    |
| TOTALE                   | 13.370 | 100,00 | 20    |

 Cremona 
 Cremona 
| Candidati e Liste                      | Voti   | %      | Seggi |
| -------------------------------------- | ------ | ------ | ----- |
| Oreste Perri                           | 19.064 | 45,02  | -     |
| Il Popolo della Libertà                | 10.136 | 25,75  | 14    |
| Lega Nord                              | 4.496  | 11,42  | 6     |
| Obiettivo Cremona                      | 2.729  | 6,93   | 3     |
| Gian Carlo Corada                      | 17.654 | 41,69  | 1     |
| Partito Democratico                    | 12.556 | 31,90  | 12    |
| Cremona nel Cuore                      | 1.412  | 3,59   | 1     |
| Italia dei Valori                      | 1.169  | 2,97   | -     |
| Sinistra per Cremona                   | 964    | 2,45   | -     |
| Federazione dei Verdi                  | 325    | 0,83   | -     |
| Dissonanze                             | 237    | 0,60   | -     |
| Ferdinando Quinzani                    | 1.612  | 3,81   | 1     |
| Cremona per la libertà                 | 1.088  | 2,76   | -     |
| Partito Pensionati                     | 386    | 0,98   | -     |
| Angelo Zanibelli                       | 1.271  | 3,00   | 1     |
| Unione di Centro                       | 1.223  | 3,11   | -     |
| Maria Vittoria Ceraso                  | 953    | 2,35   | -     |
| Gente per Cremona                      | 895    | 2,27   | -     |
| Pier Angelo Ongari                     | 887    | 2,09   | -     |
| Lista Anticapitalista                  | 886    | 2,25   | -     |
| Paolo Trentarossi                      | 449    | 1,06   | -     |
| Gente Nuova                            | 434    | 1,10   | -     |
| Francesco Bozzi                        | 234    | 0,55   | -     |
| Lega per l'Autonomia-Alleanza Lombarda | 204    | 0,52   | -     |
| Francesco Gennaro Ricci                | 226    | 0,53   | -     |
| Partito di Alternativa Comunista       | 224    | 0,57   | -     |
| Totale alle liste                      | 39.364 | 100,00 | 37    |
| TOTALE                                 | 42.350 | 100,00 | 40    |

 Mantova 
 Suzzara 
| Candidati e Liste                | Voti   | %      | Seggi |
| -------------------------------- | ------ | ------ | ----- |
| Wainer Melli                     | 6.177  | 55,85  | -     |
| Partito Democratico              | 4.729  | 45,84  | 12    |
| Diritti e pari opportunità       | 389    | 3,77   | 1     |
| Italia dei Valori                | 344    | 3,33   | -     |
| Federazione dei Verdi            | 318    | 3,08   | -     |
| Alessandro Guiducci              | 2.758  | 24,94  | 1     |
| Il Popolo della Libertà          | 1.513  | 14,67  | 2     |
| Lega Nord                        | 1.075  | 10,42  | 2     |
| Paolo Leali                      | 1.174  | 10,62  | 1     |
| Iniziativa leali a Suzzara       | 1.084  | 10,51  | 1     |
| Giancarlo Gollini                | 383    | 3,46   | -     |
| Sinistra per Suzzara             | 338    | 3,28   | -     |
| Mauro Affini                     | 226    | 2,04   | -     |
| Suzzara Città futura             | 210    | 2,04   | -     |
| Mauro Pinotti                    | 205    | 1,85   | -     |
| Partito Comunista dei Lavoratori | 190    | 1,84   | -     |
| Antonio Iannaccone               | 136    | 1,23   | -     |
| Partito del Sud                  | 126    | 1,22   | -     |
| Totale alle liste                | 10.316 | 100,00 | 18    |
| TOTALE                           | 11.059 | 100,00 | 20    |

 Milano 
 Arese 
| Candidati e Liste                    | Voti   | %      | Seggi |
| ------------------------------------ | ------ | ------ | ----- |
| Gianluigi Fornaro                    | 5.113  | 43,44  | -     |
| Il Popolo della Libertà              | 3.612  | 34,06  | 9     |
| Lega Nord                            | 1.255  | 11,84  | 3     |
| Giuseppe Roberto Augurusa            | 4.111  | 34,92  | 1     |
| Partito Democratico                  | 2.511  | 23,68  | 4     |
| Italia dei Valori                    | 454    | 4,28   | -     |
| Una Città per la Famiglia            | 396    | 3,73   | -     |
| Sinistra per Arese                   | 267    | 2,52   | -     |
| Carlo Giudici                        | 2.305  | 19,58  | 1     |
| Unione di Centro                     | 1.377  | 12,99  | 2     |
| Arese al Centro                      | 497    | 4,69   | -     |
| Giuseppe Fiorito                     | 242    | 2,06   | -     |
| Partito della Rifondazione Comunista | 235    | 2,22   | -     |
| Totale alle liste                    | 10.604 | 100,00 | 18    |
| TOTALE                               | 11.771 | 100,00 | 20    |

 Cesano Boscone 
| Candidati e Liste                  | Voti   | %      | Seggi |
| ---------------------------------- | ------ | ------ | ----- |
| Vincenzo D'Avanzo                  | 7.157  | 52,07  | -     |
| Partito Democratico                | 3.721  | 28,12  | 8     |
| Per D'Avanzo Sindaco               | 1.139  | 8,61   | 2     |
| Italia dei Valori                  | 585    | 4,42   | 1     |
| Federazione dei Verdi-Altri        | 489    | 3,70   | 1     |
| Movimento Civico per l'Innovazione | 327    | 2,47   | -     |
| Sinistra per Cesano Boscone        | 218    | 1,65   | -     |
| Massimo Mainardi                   | 6.282  | 45,70  | 1     |
| Il Popolo della Libertà            | 3.012  | 22,76  | 4     |
| La Svolta                          | 1.720  | 13,00  | 2     |
| Lega Nord                          | 830    | 6,27   | 1     |
| Bigatt                             | 515    | 3,89   | -     |
| Pasquale Carulli                   | 306    | 2,23   | -     |
| Unione di Centro                   | 295    | 2,23   | -     |
| Totale alle liste                  | 13.232 | 100,00 | 19    |
| TOTALE                             | 13.745 | 100,00 | 20    |

 Cinisello Balsamo 
| Candidati e Liste                    | Voti   | %      | Seggi |
| ------------------------------------ | ------ | ------ | ----- |
| Daniela Gasparini                    | 16.709 | 42,81  | -     |
| Partito Democratico                  | 12.293 | 33,45  | 14    |
| Partito della Rifondazione Comunista | 1.319  | 3,59   | 1     |
| Sinistra per Cinisello Balsamo       | 996    | 2,71   | 1     |
| Federazione dei Verdi-Lista Civica   | 662    | 1,80   | -     |
| Partito Socialista                   | 184    | 0,50   | -     |
| Carlo Lio                            | 15.451 | 39,59  | 1     |
| Il Popolo della Libertà              | 11.469 | 31,21  | 8     |
| Lega Nord                            | 3.305  | 8,99   | 2     |
| Nuovo PSI                            | 177    | 0,48   | -     |
| Democrazia Cristiana                 | 75     | 0,20   | -     |
| Stefano Zamponi                      | 2.265  | 5,80   | 1     |
| Italia dei Valori                    | 1.910  | 5,20   | 1     |
| Enrico Zonca                         | 1.818  | 4,66   | 1     |
| Cittadini Insieme                    | 1.033  | 2,81   | -     |
| Movimento per le Autonomie           | 379    | 1,03   | -     |
| Maurizio Colosimo                    | 1.356  | 3,47   | -     |
| Unione di Centro                     | 1.125  | 3,06   | -     |
| Francesco Giovanni Falco             | 1.023  | 2,62   | -     |
| Salviamo Cinisello Balsamo           | 981    | 2,67   | -     |
| Antonio Spadavecchia                 | 406    | 1,04   | -     |
| La Destra                            | 342    | 0,93   | -     |
| Totale alle liste                    | 36.749 | 100,00 | 27    |
| TOTALE                               | 39.028 | 100,00 | 30    |

 Cologno Monzese 
| Candidati e Liste                    | Voti   | %      | Seggi |
| ------------------------------------ | ------ | ------ | ----- |
| Antonio Velluto                      | 11.912 | 45,83  | -     |
| Il Popolo della Libertà              | 6.875  | 28,17  | 12    |
| Lega Nord                            | 1.848  | 7,57   | 3     |
| L'Agrifoglio                         | 1.135  | 4,65   | 2     |
| Cologno nel Cuore                    | 909    | 3,72   | 1     |
| Nuovo PSI                            | 564    | 2,31   | -     |
| Partito Repubblicano Italiano        | 166    | 0,68   | -     |
| Mario Soldano                        | 10.378 | 39,93  | 1     |
| Partito Democratico                  | 4.734  | 19,40  | 5     |
| Riformisti                           | 1.670  | 6,84   | 2     |
| Italia dei Valori                    | 937    | 3,84   | 1     |
| Federazione dei Verdi                | 919    | 3,77   | 1     |
| Sinistra per Cologno Monzese         | 615    | 2,52   | -     |
| Democrazia Cristiana                 | 595    | 2,44   | -     |
| Vittorio Beretta                     | 1.393  | 5,36   | 1     |
| Cologno Solidale e Democratica       | 1.219  | 5,00   | -     |
| Michele Rosario Carbone              | 988    | 3,80   | 1     |
| Partito della Rifondazione Comunista | 906    | 3,71   | -     |
| Rocco Pandiscia                      | 560    | 2,15   | -     |
| Lista Civica del Cittadino           | 549    | 2,25   | -     |
| Pasquale Magro                       | 524    | 2,02   | -     |
| Unione di Centro                     | 521    | 2,13   | -     |
| Valter Maria Bassani                 | 150    | 0,58   | -     |
| La Destra                            | 139    | 0,57   | -     |
| Marco Carraro                        | 88     | 0,34   | -     |
| Partito di Alternativa Comunista     | 103    | 0,42   | -     |
| Totale alle liste                    | 24.404 | 100,00 | 27    |
| TOTALE                               | 25.993 | 100,00 | 30    |

 Cormano 
| Candidati e Liste       | Voti   | %      | Seggi |
| ----------------------- | ------ | ------ | ----- |
| Roberto Cornelli        | 7.753  | 66,11  | -     |
| Partito Democratico     | 4.923  | 44,21  | 11    |
| Cormano con Cornelli    | 852    | 7,65   | 1     |
| Rifondazione Comunista  | 540    | 4,85   | 1     |
| Sinistra per Cormano    | 341    | 3,06   | -     |
| Italia dei Valori       | 335    | 3,01   | -     |
| Partito Socialista      | 276    | 2,48   | -     |
| Andrea Ferraro          | 3.974  | 33,89  | 1     |
| Il Popolo della Libertà | 2.686  | 24,12  | 5     |
| Lega Nord               | 996    | 8,94   | 1     |
| Partito Pensionati      | 186    | 1,67   | -     |
| Totale alle liste       | 11.135 | 100,00 | 19    |
| TOTALE                  | 11.727 | 100,00 | 20    |

 Cornaredo 
| Candidati e Liste       | Voti   | %      | Seggi |
| ----------------------- | ------ | ------ | ----- |
| Luciano Bassani         | 5.748  | 48,10  | -     |
| Il Popolo della Libertà | 2.984  | 26,60  | 7     |
| Lega Nord               | 2.078  | 18,52  | 5     |
| Unione di Centro        | 354    | 3,16   | -     |
| Pompilio Crivellone     | 3.966  | 33,19  | 1     |
| Partito Democratico     | 3.020  | 26,92  | 6     |
| Italia dei Valori       | 440    | 3,92   | -     |
| Insieme per Cornaredo   | 241    | 2,15   | -     |
| Luciano Gambini         | 1.168  | 9,77   | 1     |
| Rifondazione Comunista  | 537    | 4,79   | -     |
| Partito Socialista      | 307    | 2,74   | -     |
| Federazione dei Verdi   | 247    | 2,20   | -     |
| Luigi Sanniti           | 639    | 5,35   | -     |
| Vivere Cornaredo        | 609    | 5,43   | -     |
| Giorgio Tavecchia       | 430    | 3,60   | -     |
| Tradizione e progresso  | 402    | 3,58   | -     |
| Totale alle liste       | 11.219 | 100,00 | 18    |
| TOTALE                  | 11.951 | 100,00 | 20    |

 Cusano Milanino 
| Candidati e Liste                 | Voti   | %      | Seggi |
| --------------------------------- | ------ | ------ | ----- |
| Sergio Ghisellini                 | 5.998  | 50,88  | -     |
| Il Popolo della Libertà           | 4.013  | 36,23  | 9     |
| Lega Nord                         | 1.726  | 15,58  | 3     |
| Lino Volpato                      | 5.192  | 44,04  | 1     |
| Partito Democratico               | 3.671  | 33,14  | 7     |
| Rifondazione Comunista            | 444    | 4,01   | -     |
| Lino Cherubin per Cusano Milanino | 298    | 2,69   | -     |
| Sinistra per Cusano Milanino      | 239    | 2,16   | -     |
| Partito Socialista                | 137    | 1,24   | -     |
| Maria Elena La Verde              | 598    | 5,07   | -     |
| Italia dei Valori                 | 549    | 4,96   | -     |
| Totale alle liste                 | 11.077 | 100,00 | 19    |
| TOTALE                            | 11.788 | 100,00 | 20    |

 Lainate 
| Candidati e Liste       | Voti   | %      | Seggi |
| ----------------------- | ------ | ------ | ----- |
| Gianluigi Carnovali     | 5.754  | 39,23  | 1     |
| Il Popolo della Libertà | 3.428  | 26,13  | 3     |
| Lega Nord               | 1.972  | 15,02  | 2     |
| Alberto Landonio        | 3.801  | 25,92  | -     |
| Lainate nel cuore       | 2.083  | 15,88  | 8     |
| Lista Adriano Anzani    | 793    | 6,04   | 3     |
| Unione Democratica      | 367    | 2,80   | 1     |
| Mario Bussini           | 2.905  | 19,81  | 1     |
| Partito Democratico     | 1.869  | 14,24  | 1     |
| Italia dei Valori       | 616    | 4,69   | -     |
| Andrea Pinna            | 861    | 5,87   | -     |
| Rifondazione Comunista  | 801    | 6,10   | -     |
| Primo Guido Chiavegato  | 647    | 4,41   | -     |
| Unione di Centro        | 406    | 3,09   | -     |
| Viva Lainate            | 208    | 1,59   | -     |
| Giovanni Priolo         | 458    | 3,12   | -     |
| Lista Dintorni          | 182    | 1,39   | -     |
| Lista Aliante           | 170    | 1,30   | -     |
| Livio Canzi             | 241    | 1,64   | -     |
| Comunisti Italiani      | 227    | 1,73   | -     |
| Totale alle liste       | 13.121 | 100,00 | 18    |
| TOTALE                  | 14.667 | 100,00 | 20    |

 Melzo 
| Candidati e Liste                | Voti   | %      | Seggi |
| -------------------------------- | ------ | ------ | ----- |
| Vittorio Perego                  | 3.921  | 35,37  | -     |
| Insieme per Melzo                | 1.263  | 12,44  | 4     |
| Melzo Futuro e solidarietà       | 858    | 8,45   | 3     |
| Civiltà melzese                  | 367    | 2,80   | 1     |
| Rinnovamento e partecipazione    | 507    | 4,99   | 2     |
| Giuseppina Cavaldonati           | 3.494  | 31,52  | 1     |
| Il Popolo della Libertà          | 2.018  | 19,88  | 3     |
| Lega Nord                        | 1.011  | 9,96   | 1     |
| Rialzati Melzo                   | 277    | 2,73   | -     |
| Giorgio Lotto                    | 2.558  | 23,07  | 1     |
| Partito Democratico              | 2.081  | 20,50  | 2     |
| Melzo Bene Comune                | 331    | 3,26   | -     |
| Maria Piccirillo                 | 477    | 4,30   | -     |
| Lista Anticapitalista            | 300    | 2,95   | -     |
| Melzo Ambiente e Salute          | 134    | 1,32   | -     |
| Gian Battista Bischetti          | 291    | 2,62   | -     |
| Sinistra per Melzo               | 287    | 2,83   | -     |
| Angelo Scuriatti                 | 179    | 1,61   | -     |
| Italia dei Valori                | 176    | 1,73   | -     |
| Marco Bari                       | 166    | 1,50   | -     |
| Partito Comunista dei Lavoratori | 144    | 1,42   | -     |
| Totale alle liste                | 10.153 | 100,00 | 18    |
| TOTALE                           | 11.086 | 100,00 | 20    |

 Novate Milanese 
| Candidati e Liste           | Voti   | %      | Seggi |
| --------------------------- | ------ | ------ | ----- |
| Angela De Rosa              | 4.976  | 39,85  | 1     |
| Il Popolo della Libertà     | 2.684  | 23,17  | 4     |
| Lega Nord                   | 1.088  | 9,39   | 1     |
| Uniti per Novate            | 847    | 7,31   | 1     |
| Lorenzo Guzzeloni           | 4.743  | 37,98  | -     |
| Partito Democratico         | 3.211  | 27,71  | 9     |
| Siamo con Lorenzo Guzzeloni | 590    | 5,09   | 1     |
| Italia dei Valori           | 558    | 4,82   | 1     |
| Giacomo Campagna            | 815    | 6,53   | 1     |
| Unione di Centro            | 759    | 6,55   | -     |
| Arturo Saita                | 706    | 5,65   | 1     |
| Novate Viva                 | 664    | 5,73   | -     |
| Giovanni Bergamini          | 544    | 4,36   | -     |
| Lista Anticapitalista       | 519    | 4,48   | -     |
| Paolo Acreide Tranchina     | 448    | 3,59   | -     |
| Pensiero comune             | 434    | 3,75   | -     |
| Roberta Vassallo            | 164    | 1,31   | -     |
| Noi Novateinsieme           | 150    | 1,29   | -     |
| Pietro Manzoni              | 92     | 0,74   | -     |
| Sinistra Critica            | 82     | 0,71   | -     |
| Totale alle liste           | 11.586 | 100,00 | 18    |
| TOTALE                      | 12.488 | 100,00 | 20    |

 Paderno Dugnano 
| Candidati e Liste               | Voti   | %      | Seggi |
| ------------------------------- | ------ | ------ | ----- |
| Marco Alparone                  | 13.924 | 50,59  | -     |
| Il Popolo della Libertà         | 8.500  | 32,81  | 12    |
| Lega Nord                       | 3.275  | 12,64  | 5     |
| Vivere Paderno                  | 1.022  | 3,94   | 1     |
| Al centro per Paderno           | 333    | 1,29   | -     |
| Gianfranco Massetti             | 12.024 | 43,68  | 1     |
| Partito Democratico             | 7.764  | 29,97  | 9     |
| Lista Anticapitalista           | 1.106  | 4,27   | 1     |
| Italia dei Valori               | 995    | 3,84   | 1     |
| Federazione dei Verdi           | 771    | 2,98   | -     |
| Partito Socialista              | 349    | 1,35   | -     |
| Sinistra per Paderno Dugnano    | 287    | 1,11   | -     |
| Sergio Bucci                    | 972    | 3,53   | -     |
| Polo Civico per Paderno Dugnano | 913    | 3,52   | -     |
| Luigi Scurati                   | 605    | 2,20   | -     |
| Unione di Centro                | 593    | 2,29   | -     |
| Totale alle liste               | 25.908 | 100,00 | 29    |
| TOTALE                          | 27.525 | 100,00 | 30    |

 Peschiera Borromeo 
| Candidati e Liste            | Voti   | %      | Seggi |
| ---------------------------- | ------ | ------ | ----- |
| Antonio Salvatore Falletta   | 4.206  | 32,12  | -     |
| Il Popolo della Libertà      | 2.705  | 23,34  | 9     |
| Lega Nord                    | 1.122  | 9,68   | 3     |
| Francesco Tabacchi           | 3.564  | 27,21  | 1     |
| Partito Democratico          | 2.024  | 17,46  | 2     |
| Vivi Peschiera               | 909    | 7,84   | 1     |
| Italia dei Valori            | 461    | 3,95   | -     |
| Marco Malinverno             | 1.991  | 15,20  | 1     |
| Con Malinverno per Peschiera | 1.242  | 10,71  | 1     |
| Lista Civica delle Libertà   | 378    | 3,26   | -     |
| Rita Enrica Colombo          | 1.487  | 11,35  | -     |
| Base democratica             | 589    | 5,08   | -     |
| Peschiera al Centro          | 391    | 3,37   | -     |
| Partito Socialista           | 461    | 3,95   | -     |
| Luca Brunet                  | 1.072  | 8,19   | -     |
| Rifondazione Comunista       | 642    | 5,54   | -     |
| Un futuro per la gente       | 256    | 2,21   | -     |
| Carla Maria Bruschi          | 473    | 3,61   | -     |
| Peschiera nel Cuore          | 427    | 3,68   | -     |
| Franco Arcidiacono           | 303    | 2,31   | -     |
| Unione di Centro             | 642    | 5,54   | -     |
| Totale alle liste            | 11.592 | 100,00 | 16    |
| TOTALE                       | 13.096 | 100,00 | 20    |

 Rozzano 
| Candidati e Liste              | Voti   | %      | Seggi |
| ------------------------------ | ------ | ------ | ----- |
| Rocco Massimo D'Avolio         | 13.096 | 57,19  | -     |
| Partito Democratico            | 5.163  | 24,88  | 9     |
| Rozzano per D'Avolio           | 3.348  | 16,13  | 5     |
| Uniti per Rozzano              | 1.512  | 7,29   | 2     |
| Rifondazione Comunista         | 773    | 3,72   | 1     |
| La Sinistra per Rozzano        | 646    | 3,11   | 1     |
| Federazione dei Verdi          | 207    | 1,00   | -     |
| Partito Socialista             | 190    | 0,92   | -     |
| Tiziana Maiolo                 | 5.936  | 25,92  | 1     |
| Il Popolo della Libertà        | 4.261  | 20,53  | 5     |
| Lega Nord                      | 1.251  | 6,03   | 1     |
| Nuovo PSI                      | 39     | 0,19   | -     |
| Maria Rosa Malinverno          | 2.668  | 11,65  | 1     |
| Io amo Rozzano                 | 930    | 4,48   | 1     |
| Sinistra Unita (PdCI-SD-Altri) | 718    | 3,46   | 1     |
| Italia dei Valori              | 698    | 3,36   | -     |
| Marco Parma                    | 1.199  | 5,25   | -     |
| Aria pulita                    | 640    | 3,08   | -     |
| Lista Civica Rozzano           | 377    | 1,82   | -     |
| Totale alle liste              | 20.753 | 100,00 | 27    |
| TOTALE                         | 22.899 | 100,00 | 30    |

 San Giuliano Milanese 
| Candidati e Liste                | Voti   | %      | Seggi |
| -------------------------------- | ------ | ------ | ----- |
| Stefano Dornetti                 | 7.236  | 37,95  | 1     |
| Il Popolo della Libertà          | 4.678  | 25,84  | 6     |
| Lega Nord                        | 2.126  | 11,74  | 2     |
| Partito Pensionati               | 254    | 1,40   | -     |
| Luigia Greco                     | 6.691  | 34,19  | -     |
| Partito Democratico              | 4.146  | 22,90  | 12    |
| Vivi bene San Giuliano           | 1.389  | 7,67   | 4     |
| Italia dei Valori                | 644    | 3,56   | 2     |
| Giovanna Bugada                  | 2.901  | 14,83  | 1     |
| Federazione dei Verdi            | 930    | 5,14   | 1     |
| Fare bene la nostra città        | 658    | 3,63   | 1     |
| Rifondazione Comunista           | 554    | 3,06   | -     |
| Comunisti Italiani               | 306    | 1,69   | -     |
| Marco Magri                      | 771    | 3,94   | -     |
| Città nuova                      | 723    | 3,99   | -     |
| Davide Colleoni                  | 743    | 3,80   | -     |
| San Giuliano Milanese a 5 Stelle | 688    | 3,80   | -     |
| Giocondo Berti                   | 481    | 2,46   | -     |
| Partito Socialista               | 480    | 4,65   | -     |
| Gennaro Piraina                  | 390    | 1,99   | -     |
| Liberi e Forti-Unione di Centro  | 375    | 2,07   | -     |
| Sergio Paolo Borsato             | 165    | 0,84   | -     |
| Partito Comunista dei Lavoratori | 151    | 0,83   | -     |
| Totale alle liste                | 18.102 | 100,00 | 28    |
| TOTALE                           | 19.568 | 100,00 | 30    |

 Senago 
| Candidati e Liste       | Voti   | %      | Seggi |
| ----------------------- | ------ | ------ | ----- |
| Enrico Chiesa           | 3.529  | 29,11  | 1     |
| Insieme per Senago      | 1.253  | 11,13  | 2     |
| Senago Democratica      | 754    | 6,70   | 1     |
| Italia dei Valori       | 506    | 4,49   | 1     |
| Rifondazione Comunista  | 462    | 4,10   | -     |
| Comunisti Italiani      | 212    | 1,88   | -     |
| Franca Rossetti         | 3.512  | 28,96  | -     |
| Il Popolo della Libertà | 2.268  | 20,14  | 5     |
| La farfalla di Senago   | 718    | 6,38   | 1     |
| Unione di Centro        | 348    | 3,09   | -     |
| Riccardo Pase           | 2.974  | 24,53  | 1     |
| Lega Nord               | 2.067  | 18,36  | 4     |
| Alleanza per Senago     | 616    | 5,47   | 1     |
| Gianfranco Pepe         | 2.110  | 17,40  | 1     |
| Partito Democratico     | 2.055  | 18,25  | 2     |
| Totale alle liste       | 11.259 | 100,00 | 17    |
| TOTALE                  | 12.125 | 100,00 | 20    |

 Settimo Milanese 
| Candidati e Liste             | Voti   | %      | Seggi |
| ----------------------------- | ------ | ------ | ----- |
| Massimo Sacchi                | 6.998  | 60,35  | -     |
| Partito Democratico           | 4.991  | 45,45  | 11    |
| Italia dei Valori             | 470    | 4,28   | 1     |
| Rifondazione Comunista        | 447    | 4,07   | -     |
| Partito Socialista            | 370    | 3,37   | -     |
| Sinistra per Settimo Milanese | 334    | 3,04   | -     |
| Luigi Caracappa               | 4.437  | 38,27  | 1     |
| Il Popolo della Libertà       | 2.767  | 25,20  | 5     |
| Lega Nord                     | 1.451  | 13,21  | 2     |
| Giuseppe Tundo                | 160    | 1,38   | -     |
| Terzo Polo (DC-Nuovo PSI)     | 151    | 1,38   | -     |
| Totale alle liste             | 10.981 | 100,00 | 19    |
| TOTALE                        | 11.595 | 100,00 | 20    |

 Monza e Brianza 
 Brugherio 
| Candidati e Liste          | Voti   | %      | Seggi |
| -------------------------- | ------ | ------ | ----- |
| Maurizio Ronchi            | 10.115 | 50,72  | -     |
| Il Popolo della Libertà    | 5.787  | 31,07  | 12    |
| Lega Nord                  | 2.992  | 16,06  | 6     |
| Per Brugherio con Ancilla  | 471    | 2,53   | -     |
| Per Brugherio              | 298    | 1,60   | -     |
| La Destra                  | 114    | 0,61   | -     |
| Angelo Chirico             | 6.762  | 33,91  | 1     |
| Partito Democratico        | 4.063  | 21,81  | 6     |
| Angelo Chirico Sindaco     | 1.194  | 6,41   | 2     |
| Italia dei Valori          | 835    | 4,48   | 1     |
| Mariele Benzi              | 891    | 4,47   | -     |
| Brugherio Popolare Europea | 805    | 4,32   | -     |
| Raffaele Corbetta          | 780    | 3,91   | -     |
| Unione di Centro           | 734    | 3,94   | -     |
| Christian Canzi            | 597    | 2,99   | -     |
| Rifondazione Comunista     | 433    | 2,32   | -     |
| Brugherio Futura           | 129    | 0,69   | -     |
| Fulvio Berra               | 398    | 2,00   | -     |
| Sinistra per Brugherio     | 390    | 2,09   | -     |
| Angelo Paleari             | 323    | 1,62   | -     |
| Insieme per Brugherio      | 315    | 1,69   | -     |
| Osvaldo Bertolazzi         | 75     | 0,38   | -     |
| Comunisti Italiani         | 67     | 0,36   | -     |
| Totale alle liste          | 18.627 | 100,00 | 27    |
| TOTALE                     | 19.941 | 100,00 | 30    |

 Carate Brianza 
| Candidati e Liste           | Voti    | %      | Seggi |
| --------------------------- | ------- | ------ | ----- |
| Marco Pipino                | 6.275   | 58,18  | -     |
| Il Popolo della Libertà     | 3.637   | 36,83  | 8     |
| Lega Nord                   | 1.696   | 17,28  | 4     |
| Amare Carate                | 502     | 5,08   | 1     |
| Francesco Giovanni Paoletti | 3.658   | 33,91  | 1     |
| Partito Democratico         | 2.368   | 23,98  | 5     |
| L'Altra Carate              | 547     | 5,54   | 1     |
| Italia dei Valori           | 401     | 4,06   | -     |
| Gianpaolo Rossi             | 342     | 3,17   | -     |
| Unione di Centro            | 298     | 3,02   | -     |
| Stefano Forleo              | 264     | 2,45   | -     |
| Lista Anticapitalista       | 218     | 2,21   | -     |
| Massimo Moscatelli          | 167     | 1,55   | -     |
| Movimento per l'Italia      | 133     | 1,35   | -     |
| Pier Francesco Cavallini    | 80      | 0,74   | -     |
| La Destra                   | 74      | 0,75   | -     |
| Totale alle liste           | 9.874   | 100,00 | 19    |
| TOTALE                      | 10.7865 | 100,00 | 20    |

 Cesano Maderno 
| Candidati e Liste            | Voti   | %      | Seggi |
| ---------------------------- | ------ | ------ | ----- |
| Marina Romanò                | 10.450 | 47,94  | -     |
| Il Popolo della Libertà      | 5.839  | 28,89  | 12    |
| Lega Nord                    | 3.269  | 16,17  | 6     |
| Siamo noi Voci e volti nuovi | 459    | 2,27   | -     |
| Democrazia Cristiana         | 142    | 0,70   | -     |
| Paolo Vaghi                  | 9.834  | 45,12  | 1     |
| Partito Democratico          | 3.389  | 16,77  | 4     |
| Vivi Cesano                  | 2.109  | 10,43  | 3     |
| Alleanze Civiche             | 1.512  | 7,48   | 2     |
| Unione di Centro             | 1.092  | 5,40   | 1     |
| Italia dei Valori            | 1.019  | 5,04   | 1     |
| Massimiliano Bevacqua        | 789    | 3,62   | -     |
| Sinistra per Cesano          | 717    | 3,55   | -     |
| Ferruccio Crenna             | 724    | 3,32   | -     |
| Patto per Cesano             | 664    | 3,29   | -     |
| Totale alle liste            | 20.211 | 100,00 | 29    |
| TOTALE                       | 21.797 | 100,00 | 30    |

 Giussano 
| Candidati e Liste             | Voti   | %      | Seggi |
| ----------------------------- | ------ | ------ | ----- |
| Gian Paolo Riva               | 8.580  | 58,26  | -     |
| Il Popolo della Libertà       | 5.045  | 36,47  | 9     |
| Lega Nord                     | 2.661  | 19,24  | 4     |
| Partito Repubblicano Italiano | 551    | 3,98   | -     |
| Alberto Elli                  | 2.848  | 19,34  | 1     |
| Partito Democratico           | 1.598  | 11,55  | 2     |
| Giussano Democratica          | 609    | 4,40   | 1     |
| Italia dei Valori             | 300    | 2,17   | -     |
| Leonardo Pellegrino           | 2.503  | 17,00  | 1     |
| Lista Riva                    | 1.243  | 8,99   | 1     |
| Unione di Centro              | 682    | 4,93   | 1     |
| Viva Giussano                 | 384    | 2,78   | -     |
| Ettore Trezzi                 | 597    | 4,05   | -     |
| Io rispetto Giussano          | 578    | 4,18   | -     |
| Claudio Brunati               | 198    | 3,84   | -     |
| Giussano 5 Stelle             | 183    | 1,32   | -     |
| Totale alle liste             | 13.834 | 100,00 | 18    |
| TOTALE                        | 14.726 | 100,00 | 20    |

 Muggiò 
| Candidati e Liste        | Voti   | %      | Seggi |
| ------------------------ | ------ | ------ | ----- |
| Pietro Stefano Zanantoni | 7.675  | 54,83  | -     |
| Il Popolo della Libertà  | 5.234  | 40,08  | 9     |
| Lega Nord                | 1.465  | 11,22  | 2     |
| Brianza 2009             | 579    | 4,43   | 1     |
| Carlo Giuseppe Fossati   | 5.870  | 41,94  | 5     |
| Partito Democratico      | 2.812  | 21,53  | 5     |
| Con Fossati per Muggiò   | 896    | 6,86   | 1     |
| Lista Anticapitalista    | 836    | 6,40   | 1     |
| Italia dei Valori        | 515    | 3,94   | -     |
| Sinistra per Muggiò      | 268    | 2,05   | -     |
| Lino Zomer               | 452    | 3,23   | -     |
| Unione di Centro         | 453    | 4,93   | -     |
| Totale alle liste        | 13.058 | 100,00 | 19    |
| TOTALE                   | 13.997 | 100,00 | 20    |

 Pavia 
 Pavia 
| Candidati e Liste       | Voti   | %      | Seggi |
| ----------------------- | ------ | ------ | ----- |
| Alessandro Cattaneo     | 23.838 | 54,38  | -     |
| Il Popolo della Libertà | 13.309 | 32,27  | 15    |
| Lega Nord               | 4.269  | 10,35  | 5     |
| Rinnovare Pavia         | 2.527  | 6,13   | 2     |
| Pavia Città dell'Uomo   | 1.358  | 3,29   | 1     |
| Unione di Centro        | 1.242  | 3,01   | 1     |
| Partito Pensionati      | 163    | 0,40   | -     |
| Andrea Albergati        | 15.438 | 35,21  | 1     |
| Partito Democratico     | 8.021  | 19,45  | 9     |
| Per Albergati Sindaco   | 4.284  | 10,39  | 4     |
| Italia dei Valori       | 1.102  | 2,67   | 1     |
| Partito Socialista      | 660    | 1,60   | -     |
| Federazione Pensionati  | 126    | 0,31   | -     |
| Paolo Ferloni           | 1.840  | 4,20   | 1     |
| Insieme per Pavia       | 1.008  | 2,24   | -     |
| Sinistra Democratica    | 573    | 1,39   | -     |
| Irene Campari           | 1.278  | 2,92   | -     |
| Lista Civica Pavia      | 1.166  | 2,83   | -     |
| Pablo Genova            | 707    | 1,61   | -     |
| Lista Anticapitalista   | 734    | 1,78   | -     |
| Marcella Magnino        | 371    | 0,85   | -     |
| Pavia per Tutti         | 371    | 0,91   | -     |
| Paolo Ranzini           | 226    | 0,52   | -     |
| Lombardia Autonoma      | 196    | 0,48   | -     |
| Luigi Cella             | 142    | 0,32   | -     |
| Rosa per l'Italia       | 130    | 0,32   | -     |
| Totale alle liste       | 41.244 | 100,00 | 38    |
| TOTALE                  | 43.840 | 100,00 | 40    |

 Varese 
 Saronno 
| Candidati e Liste       | Voti   | %      | Seggi |
| ----------------------- | ------ | ------ | ----- |
| Anna Lisa Renoldi       | 10.840 | 48,44  | 1     |
| Il Popolo della Libertà | 6.236  | 30,90  | 9     |
| Lega Nord               | 3.265  | 16,18  | 5     |
| Unione di Centro        | 957    | 4,74   | 1     |
| Luciano Porro           | 6.124  | 27,37  | -     |
| Partito Democratico     | 4.174  | 20,68  | 8     |
| Partito Socialista      | 686    | 3,40   | 1     |
| Federazione dei Verdi   | 365    | 1,81   | -     |
| Angelo Proserpio        | 2.843  | 12,71  | 1     |
| Tua Saronno             | 1.223  | 6,06   | 1     |
| Italia dei Valori       | 668    | 3,31   | 1     |
| Saronno Futura          | 498    | 2,47   | -     |
| Vito Tramacere          | 1.375  | 6,14   | 1     |
| Saronno Si-cura         | 1.066  | 5,28   | -     |
| Anna Maria Nappo        | 726    | 3,24   | 1     |
| Sinistra saronnese      | 684    | 3,39   | -     |
| Dario Lucano            | 468    | 2,09   | -     |
| Noi per Saronno         | 359    | 1,78   | -     |
| Totale alle liste       | 20.181 | 100,00 | 16    |
| TOTALE                  | 22.376 | 100,00 | 20    |